# 이일희 (골프 선수)
이일희(1988년 12월 13일~)는 대한민국의 골프 선수이다. 볼빅 골프단 소속으로 활동하고 있다.